# Corronsac
Corronsac is een gemeente in het Franse departement Haute-Garonne (regio Occitanie) en telt 448 inwoners (1999). De plaats maakt deel uit van het arrondissement Toulouse.

## Geografie
De oppervlakte van Corronsac bedraagt 6,3 km², de bevolkingsdichtheid is 71,1 inwoners per km².
De onderstaande kaart toont de ligging van Corronsac met de belangrijkste infrastructuur en aangrenzende gemeenten.

## Demografie
Onderstaande figuur toont het verloop van het inwonertal (bron: INSEE-tellingen).